# Тералба
Тералба (итал. Terralba) је насеље у Италији у округу Ористано, региону Сардинија.
Према процени из 2011. у насељу је живело 9583 становника. Насеље се налази на надморској висини од 13 м.

## Становништво
Према резултатима пописа становништва 2011. у општини је живело 10.440 становника.
| 1931. | 1936. | 1951. | 1961. | 1971. | 1981. | 1991.  | 2001.  | 2011.  |
| ----- | ----- | ----- | ----- | ----- | ----- | ------ | ------ | ------ |
| 6.070 | 7.129 | 8.176 | 8.394 | 8.913 | 9.889 | 10.336 | 10.229 | 10.440 |